# Площадь Тянфу
Площадь Тянфу (кит. 天府广场) находится в центре города Чэнду, столицы провинции Сычуань в Китайской Народной Республике. Площадь площади составляет 88368 м², в чём она похожа на площадь Тяньаньмэнь в Пекине. На северной стороне площади стоит статуя Мао Цзэдуна.

## История
В 347 году до н. э. Шу Ван Чжуши перенес столицу Чэнду на равнину. Город развивался и рос вокруг дороги, в течение последних 1700 лет.
Во время династии Мин, император Чжу Юаньчжан построил дворец для своего десятого сына на руинах первого города. После того как, лидер крестьянского восстания Чжан Сяньчжун провозгласил себя императором Великого Западного Государства, он сделал Чэнду своей столицей.
После установления династии Цин, имперский город был использован для проведения экзаменов. Когда в 1911 году разразилась революция, губернатор провинции Сычуань объявил о создании Императорского города военного правительства.
После установления Китайской Народной Республики, во время культурной революции, старый имперский город был разрушен, а на его месте было построено здание для выставок (в настоящее время Сычуань музей науки и техники), и большая статуя Мао Цзэдуна.
В конце 1990-х годов площадь была расширена.
В 2007 году на площади была построена крупнейшая станция метро в стране, а Чэнду стал одним из культурных и коммерческих центров. Здесь расположены Дворец художеств, торговые и спортивные центры, телебашня, муниципальное правительство. Планируется построить и новый театр.